# Strathmore, Alberta
Strathmore är en ort i Kanada.   Den ligger i provinsen Alberta, i den centrala delen av landet, 2 800 km väster om huvudstaden Ottawa. Strathmore ligger 976 meter över havet och antalet invånare är 10 009.
Terrängen runt Strathmore är platt. Trakten runt Strathmore är nära nog obefolkad, med mindre än två invånare per kvadratkilometer.. Strathmore är det största samhället i trakten.
Trakten runt Strathmore består till största delen av jordbruksmark.